# 후나고시촌
후나고시촌(船越村)은 후쿠오카현 우키하군에 설치되었던 촌이다. 현재의 우키하시, 구루메시의 일부에 해당한다.